# Kreisgericht Pleschen
Das Kreisgericht Pleschen war von 1849 bis 1878 ein preußisches Kreisgericht mit Sitz in Pleschen.

## Geschichte
In Pleschen bestand bis 1849 das Land- und Stadtgericht Pleschen. Nach der Märzrevolution wurde dieses Gericht aufgehoben und in der ganzen Provinz Posen einheitlich Kreisgerichte gebildet. In Pleschen entstand so das Kreisgericht Pleschen. Es war eines von 16 Kreisgerichten im Sprengel des Appellationsgerichts Posen.
Der Sprengel des Kreisgerichts Pleschen umfasste den Kreis Pleschen mit den Städten Jarocin, Mieszkowo, Neustadt an der Wartha und Pleschen mit 53.647 Gerichtseingesessenen (1861). Das zuständige Schwurgericht war das Kreisgericht Ostrowo. Gerichtstage wurden in Jarocin und Neustadt gehalten. Das Gericht bestand aus einem Direktor und acht Kreisrichtern.
Im Rahmen der Reichsjustizgesetze wurde das Gerichtswesen in Deutschland 1879 vereinheitlicht. Damit wurde das Kreisgericht Pleschen aufgehoben und das königlich preußische Amtsgericht Pleschen mit Wirkung zum 1. Oktober 1879 als eines von acht Amtsgerichten im Bezirk des Landgerichtes Ostrowo als Nachfolger gebildet.